# Högel
Högel (frisó septentrional Höögel, danès Høgel) és un municipi del districte de Nordfriesland, dins l'Amt Mittleres Nordfriesland, a l'estat alemany de Slesvig-Holstein. És a 20 kilòmetres al nord-est d'Husum i 25 kilòmetres al nord-oest de Niebüll. El 31 de desembre del 2023 tenia 456 habitants.